# Trimma yanagitai
Trimma yanagitai är en fiskart som beskrevs av Suzuki och Hiroshi Senou 2007. Trimma yanagitai ingår i släktet Trimma och familjen smörbultsfiskar. Inga underarter finns listade i Catalogue of Life.